# 지촌초등학교
지촌초등학교는 대한민국 강원특별자치도 춘천시 사북면 지촌리에 있는 초등학교다.

## 학교 연혁
- 1929년 4월 1일 사북공립보통학교 개교
- 1938년 4월 1일 지촌공립심상소학교로 개칭
- 1941년 4월 1일 지촌공립국민학교로 개칭
- 1993년 3월 1일 지촌국민학교로 개칭
- 1996년 3월 1일 지촌초등학교로 개칭
- 1997년 3월 1일 원평분교장 통폐합
- 1999년 9월 1일 오탄초등학교 통폐합

## 참고 자료
- 지촌초등학교 - 한국교육학술정보원 학교알리미